# Paul Gascoigne
Paul John Gascoigne, med smeknamnet "Gazza", född 27 maj 1967 i Dunston, Gateshead, Tyne and Wear, är en engelsk före detta fotbollsspelare och tränare.

## Biografi
Paul Gascoigne växte upp i tuffa förhållanden (fattigdom och tragedi). Gascoigne startade sin fotbollskarriär i Newcastle United. Efter spel i klubbens ungdomslag debuterade han i proffssammanhang 1984 mot Queens Park Rangers. Han ledde samma år Newcastle United till seger i FA-cupen för juniorer. Gascoigne blev snabbt en publikfavorit i Newcastle och debuterade i Englands U21-landslag. 
Gascoigne spelade 57 A-landskamper för Englands fotbollslandslag och debuterade i en vänskapslandskamp mot Danmark 1988. Han spelade semifinal i VM 1990 och EM 1996. 1990 utslagna mot Västtyskland efter straffläggning och 1996 utslagna mot Tyskland efter straffläggning. Särskilt ihågkommen är Gascoigne efter att ha börjat gråta efter att ha fått ett gult kort i semifinalen 1990 vilket betydde att han skulle missa en eventuell final. I turneringen fick han som enda engelsman plats i FIFA:s All Star Team.
Efter mästerskapet 1990 spåddes Gascoigne (Gazza) en lysande framtid men efter en lyckad säsong med Tottenham råkade han ut för en allvarlig knäskada. Detta efter att ha skrivit på för den italienska klubben SS Lazio. Övergångssumman var 85 miljoner kronor. Efter att ha missat hela säsongen 1991/1992 gjorde han sin debut för Lazio 27 september 1992. Gascoigne kom aldrig att lyckas i Italien och efter nya skador skrev han på för det skotska laget Glasgow Rangers 1995. 
I Rangers vann han ligan 1995/1996 och blev utnämnd till årets spelare i Skottland. Säsongen 1996/1997 vann Rangers återigen ligan och dessutom ligacupen. I finalen gjorde Gascoigne 2 mål. 1998 skrev han på för Middlesbrough. Hans matchande i klubben blev sparsamt på grund av personliga problem. I juli 2000 skrev han på för Everton och gick senare till Burnley. I januari 2003 skrev han ett 9 månaders kontrakt med den kinesiska klubben Gansu tianma där han agerade i en spelande tränarroll. Efter att ha besökt USA för att få rehabilitering för alkoholmissbruk tog han sig inte tillbaka till Kina. Han återvände till England och spelade 5 matcher för Boston United i League 2.
Han var under 2005 manager för Algarve United i Portugal. Gascoigne är även känd för sitt skandalomsusade privatliv.